# Lisa, Brașov
Lisa là một xã thuộc hạt Brașov, România. Dân số thời điểm năm 2002 là 1697 người.